# Mexcala elegans
Mexcala elegans là một loài nhện trong họ Salticidae.
Loài này thuộc chi Mexcala. Mexcala elegans được Elizabeth Maria Gifford Peckham & George William Peckham miêu tả năm 1903.